# Laplume
Laplume is een gemeente in het Franse departement Lot-et-Garonne (regio Nouvelle-Aquitaine). De plaats maakt deel uit van het arrondissement Agen. Laplume ligt tussen de plaatsen Agen en Condom. De gemeente telde 1.335 inwoners op 1 januari 2022.

## Geografie
De oppervlakte van Laplume bedroeg op 1 januari 2022 32,64 vierkante kilometer; de bevolkingsdichtheid was toen 40,9 inwoners per km².

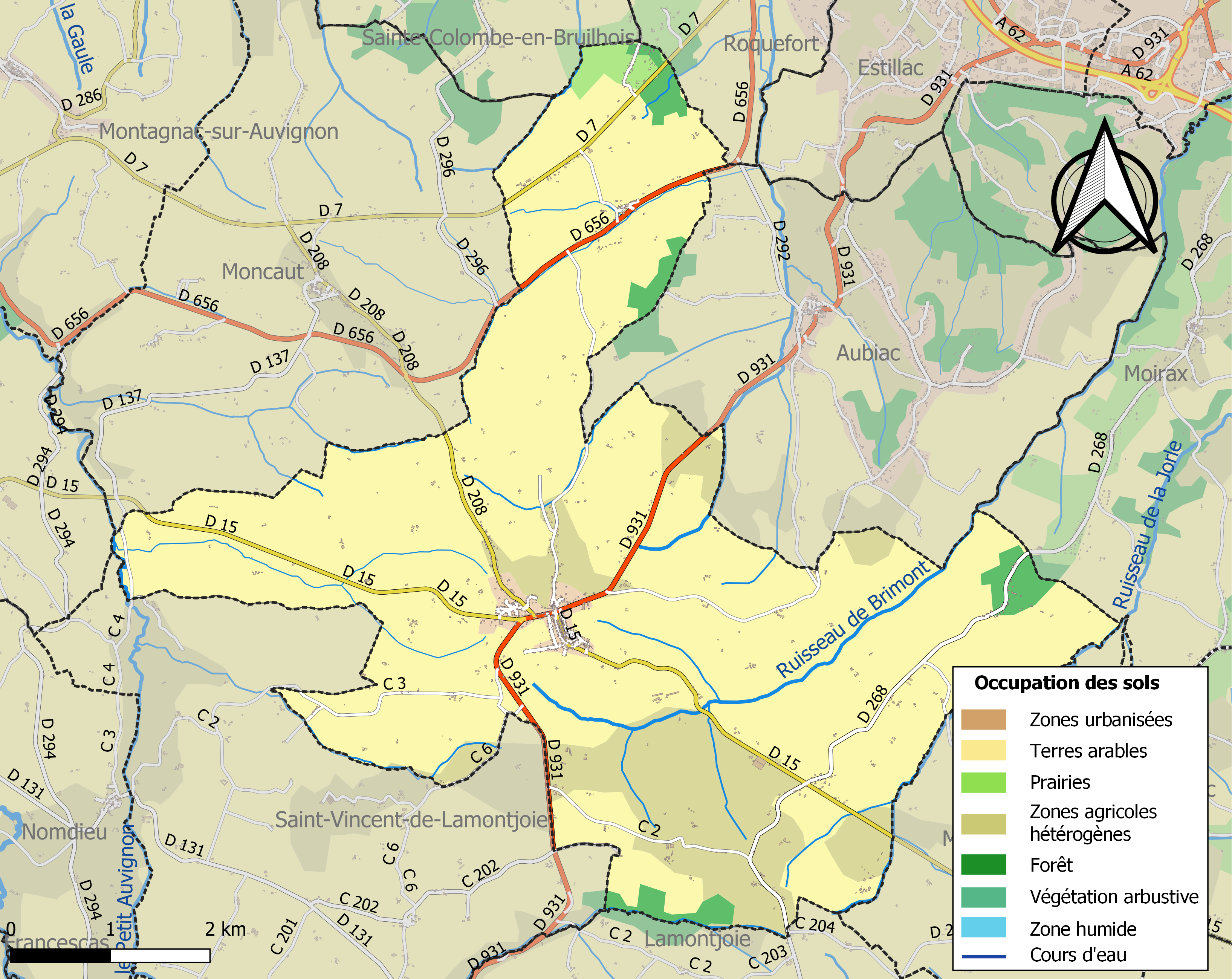
Kaart van de gemeente met de belangrijkste infrastructuur, bodemgebruik en omliggende gemeenten

## Demografie
Onderstaande figuur toont het verloop van het inwonertal (bron: INSEE-tellingen).

## Sport
Laplume was één keer etappeplaats in de wielerkoers Ronde van Frankrijk. In 1980 won de Nederlander Joop Zoetemelk er een etappe.